# Патті (муніципалітет)
Патті (італ. Patti, сиц. Patti) — муніципалітет в Італії, у регіоні Сицилія, метрополійне місто Мессіна.
Патті розташоване на відстані близько 470 км на південний схід від Рима, 145 км на схід від Палермо, 55 км на захід від Мессіни.
Населення — 13 445 осіб (2014).
Щорічний фестиваль відбувається 5 липня. Покровитель — Santa Febronia.

## Демографія
Населення за роками:

Станом на 1 січня 2023 року в муніципалітеті офіційно проживало 569 іноземців з 38 країн, серед них 121 громадянин країн Євросоюзу та 32 громадяни України.

## Сусідні муніципалітети
- Джоїоза-Мареа
- Лібрицці
- Монтаньяреале
- Монтальбано-Елікона
- Олівері
- Сан-П'єро-Патті